# Hrabstwo Wadena
Hrabstwo Wadena (ang. Wadena County) – hrabstwo w stanie Minnesota w Stanach Zjednoczonych. Hrabstwo zajmuje powierzchnię 1406 km². Według szacunków United States Census Bureau w roku 2010 liczyło 13 843 mieszkańców. Siedzibą administracyjną hrabstwa jest Wadena.

## Miasta
- Aldrich
- Menahga
- Nimrod
- Sebeka
- Verndale
- Wadena